# Jandaíra (Rio Grande do Norte)
Jandaíra, município no estado do Rio Grande do Norte (Brasil).

## Geografia
O território de Jandaíra ocupa 442,754 km² de área (0,8384% da superfície estadual), dos quais 1,7052 km² constituem a área urbana. Faz limite com Caiçara do Norte e Galinhos a norte, Lajes e Pedra Preta a sul, Parazinho e João Câmara a leste e Pedro Avelino a oeste. A cidade está a 121 km da capital estadual, Natal, ligando-se a esta pela BR-406, que cruza o perímetro urbano.
O relevo local está inserido na Chapada da Serra Verde, localizada entre os tabuleiros costeiros do litoral e o embasamento cristalino, o chamado "sertão de pedras". A geologia é marcada por rochas e sedimentos da Formação Jandaíra, da Bacia Potiguar, originária do período Cretáceo, há cerca de 80 milhões de anos. O solo predominante é o cambissolo eutrófico, de textura média, altamente fértil e acentuadamente drenado, porém pouco profundo e, portanto, raso, ocorrendo também as areias quartzosas ou neossolos a norte.
Por serem pouco desenvolvidos, esses solos são cobertos pela Caatinga, cujas espécies são de pequeno porte e adaptadas ao clima semiárido local. Na hidrografia, Jandaíra se insere totalmente na faixa litorânea norte de escoamento difuso, com pequenos corpos hídricos que escoam em direção ao oceano, sem que haja uma área de drenagem delimitada pelos divisores de águas como nas bacias hidrográficas. Cortam o território municipal os riachos Baixa Branca, do Boi, da Mutuca, São Sebastião e Tubibau.
O índice pluviométrico é baixo, de apenas 490 mm/ano, sendo março e abril os meses mais chuvosos. Segundo dados da Empresa de Pesquisa Agropecuária do Rio Grande do Norte (EMPARN), que possui dados pluviométricos de Jandaíra desde 1962, o maior acumulado de precipitação em 24 horas atingiu 175 mm em 17 de fevereiro de 1988. Desde dezembro de 2019, quando entrou em operação uma estação meteorológica automática da EMPARN na cidade, a menor temperatura ocorreu em 14 de junho de 2022 (18,4 °C) e a maior em 13 de novembro de 2021 (38,9 °C).
| Dados climatológicos para Jandaíra                                                              | Dados climatológicos para Jandaíra | Dados climatológicos para Jandaíra | Dados climatológicos para Jandaíra | Dados climatológicos para Jandaíra | Dados climatológicos para Jandaíra | Dados climatológicos para Jandaíra | Dados climatológicos para Jandaíra | Dados climatológicos para Jandaíra | Dados climatológicos para Jandaíra | Dados climatológicos para Jandaíra | Dados climatológicos para Jandaíra | Dados climatológicos para Jandaíra | Dados climatológicos para Jandaíra |
| Mês                                                                                             | Jan                                | Fev                                | Mar                                | Abr                                | Mai                                | Jun                                | Jul                                | Ago                                | Set                                | Out                                | Nov                                | Dez                                | Ano                                |
| ----------------------------------------------------------------------------------------------- | ---------------------------------- | ---------------------------------- | ---------------------------------- | ---------------------------------- | ---------------------------------- | ---------------------------------- | ---------------------------------- | ---------------------------------- | ---------------------------------- | ---------------------------------- | ---------------------------------- | ---------------------------------- | ---------------------------------- |
| Temperatura máxima recorde (°C)                                                                 | 37,5                               | 38,6                               | 36,5                               | 37,2                               | 35,3                               | 36,4                               | 36,5                               | 36,4                               | 37,7                               | 38,7                               | 38,9                               | 37,7                               | 38,9                               |
| Temperatura mínima recorde (°C)                                                                 | 21,5                               | 21,5                               | 21,5                               | 21,2                               | 20,2                               | 18,4                               | 19,7                               | 19,7                               | 19,1                               | 21,4                               | 21,3                               | 20,5                               | 18,4                               |
| Precipitação (mm)                                                                               | 47,5                               | 74                                 | 119,7                              | 108,6                              | 53,5                               | 36,1                               | 31,6                               | 4,1                                | 2,3                                | 1,7                                | 1,7                                | 10,1                               | 490,9                              |
| Fonte: EMPARN (recordes de temperatura: 19/12/2019-presente; médias de precipitação: 1962-2017) |                                    |                                    |                                    |                                    |                                    |                                    |                                    |                                    |                                    |                                    |                                    |                                    |                                    |

## Organização político-administrativa
Sendo um município do Brasil, Jandaíra é administrado por dois poderes, o executivo e o legislativo, independentes e harmônicos entre si. O primeiro é representado pelo prefeito, auxiliado pelo seu gabinete de secretários e eleito pelo voto popular para um mandato de quatro anos, sendo permitida uma única reeleição para mais um mandato consecutivo, enquanto que o segundo é representado pela Câmara Municipal de Jandaíra, órgão colegiado de representação dos munícipes que é composto por vereadores também eleitos por sufrágio universal.
As atuais autoridades que ocupam cargos da organização político-administrativa de Jandaíra são as seguintes (data: 1 de janeiro de 2025):
- Prefeito: REGINALDO VITORINO DA SILVA - PT (2025-)[12][13];
- Vice-prefeito: ROBERTO ALESSANDRO MARTINS FIGUEREDO - MDB (2025-)[12];
- Presidente da câmara: Severino Matias Filhos - MDB (2023-)[12][14].